# Boxtel
Boxtel là một khu vực đô thị và thị xã trong tỉnh Noord-Brabant, Hà Lan. Khu vực con của Boxtel là làng quê Liempde. Boxtel ở phía của sông Dommel.
Hướng tây Boxtel là thị xã Oisterwijk. Về hướng đông là thị xã Sint-Oedenrode. Phương bắc là thị xã Haaren, Vught và Sint-Michielsgestel. Về phương nam là thị xã Oirschot và Best.